# Lingua siriena

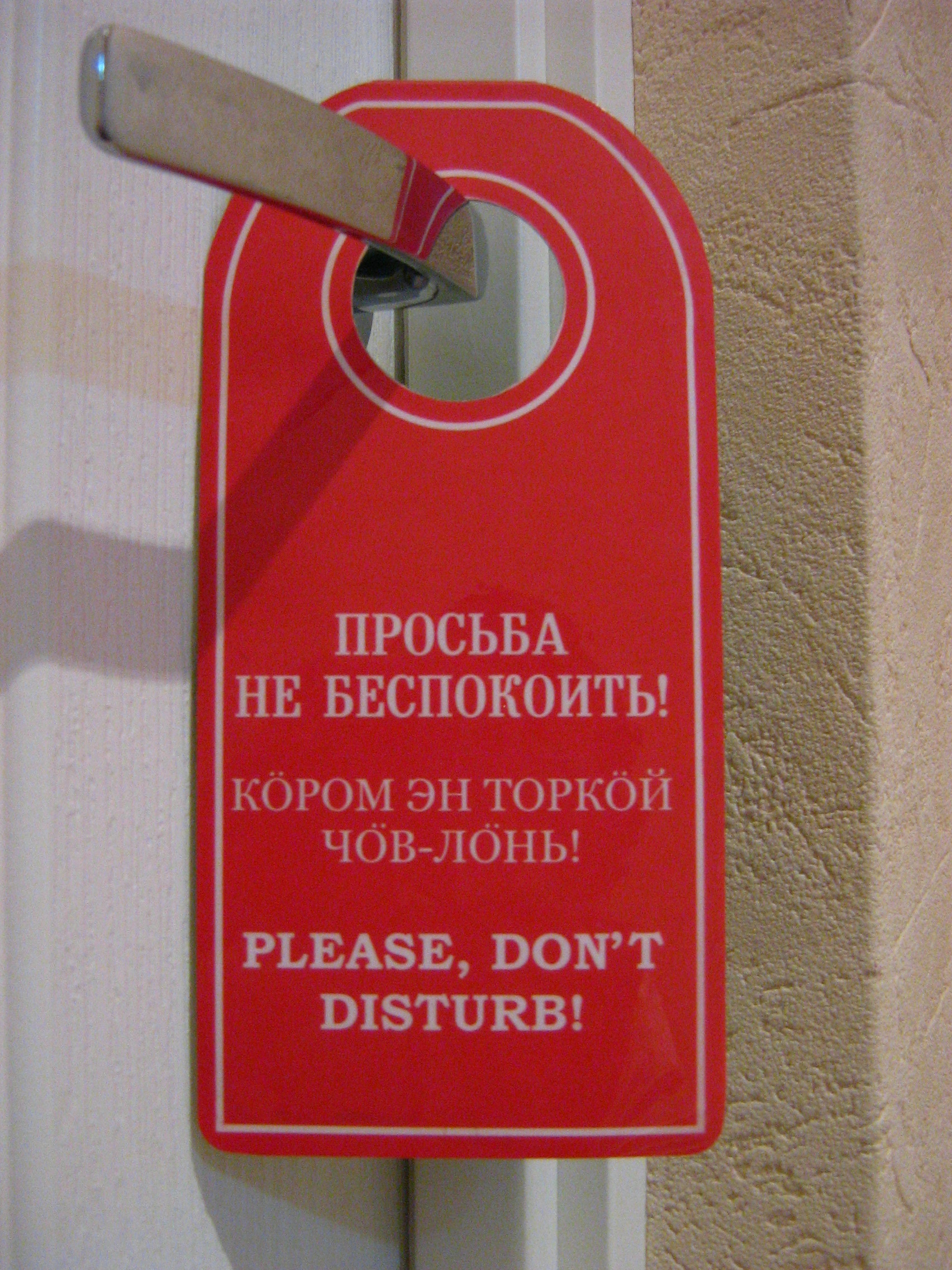
Avviso trilingue (Russo, Sirieno ed Inglese) in un hotel ad Uchta, Repubblica dei Komi

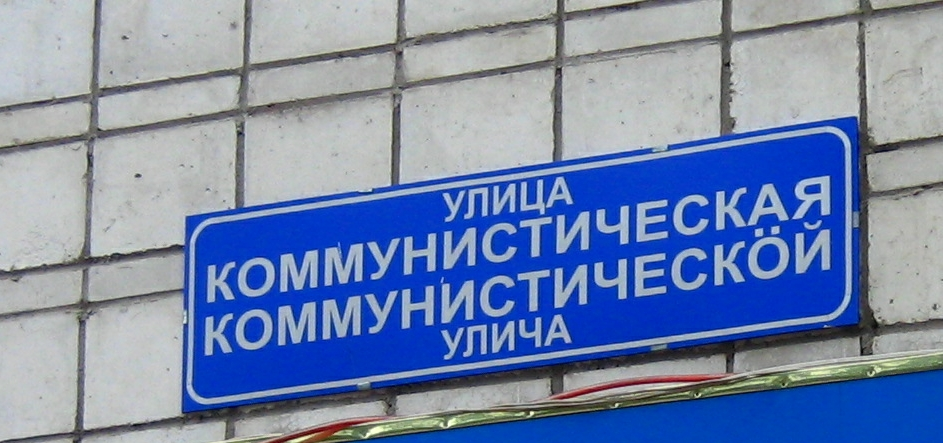
Cartello in una via di Syktyvkar, la capitale della Repubblica dei Komi. In alto "Улица Коммунистическая" è in Russo, in basso "Коммунистическӧй улича" è in Komi. entrambe significano "via dei Comunisti".

La  lingua siriena, nota anche come komi-sirieno (nome nativo: коми-зыряна кыв, komi-zyrjana kyv; in russo коми-зырянский язык?, komi-zyrjanskij jazyk), è una lingua, appartenente alla famiglia linguistica delle lingue permiche, parlata da circa 156 000 persone nel nord della Russia europea, principalmente nella Repubblica dei Komi, nel vicino circondario autonomo Jamalo-Nenec e nell'oblast' di Arcangelo. Si tratta di una delle varietà standard della lingua komi, insieme alla lingua permiaca (komi-permiaco) ed al komi-iazva (che secondo alcuni studiosi sarebbe però da considerare un dialetto della precedente), ed è la più diffusa. Viene scritta utilizzando l'alfabeto cirillico. Insieme al russo è la lingua ufficiale della Repubblica dei Komi, con la semplice denominazione di Komi (коми кыв, komi kyv, o коми, komi).

## Alfabeto
| А а | Б б | В в | Г г | Д д | Е е | Ё ё |
| Ж ж | З з | И и | І і | Й й | К к | Л л |
| М м | Н н | О о | Ӧ ӧ | П п | Р р | С с |
| Т т | У у | Ф ф | Х х | Ц ц | Ч ч | Ш ш |
| Щ щ | Ъ ъ | Ы ы | Ь ь | Э э | Ю ю | Я я |